# Brownsville, Kentucky
Brownsville är administrativ huvudort i Edmonson County, Kentucky, USA. År 2000 hade orten 1 000 invånare. Den har enligt United States Census Bureau en area på 4,1 km², allt är land.